# Hell’s Angels ’70
Hell’s Angels ’70 (OT: Hell’s Angels ’69, auch: Hell’s Angels 70 – Motorradrocker schlagen zu und Hells Angels – Horrortrip mit 100 PS) ist ein US-amerikanischer Actionfilm von Lee Madden. In dem 1969 gedrehten Film wirkte das komplette damalige Charter der Hells Angels Oakland mit.

## Handlung
Chuck und Wes Patterson, zwei Halbbrüder aus Los Angeles, planen den Coup ihres Lebens. Sie wollen gemeinsam das Caesars Palace in Las Vegas ausräumen – nur zum Spaß und Nervenkitzel, denn sie sind wohlhabend, brauchen das Geld nicht und wollen es später zurückgeben. Die beiden sind oft mit dem Motorrad unterwegs. Bei einer Party am Abend vor der Abfahrt behaupten die zwei gegenüber ihren Freunden, nach Mexiko fahren zu wollen. Als Rocker aus Boston verkleidet, machen sich die beiden dann an die Oakland Hells Angels heran. Sie belästigen einen Autofahrer und provozieren einen kleinen Unfall, bei dem Chuck vom Motorrad fällt. Die Rocker bekommen das wie geplant mit und stellen sich auf die Seite der Brüder. Der Autofahrer bleibt mit einem beschädigten Auto und zerschossenem Reifen zurück. Rockerbraut Betsy versorgt Chucks Beinwunde. Chuck und Wes schließen sich an die Gang an und nehmen am wilden Leben der Rocker-Outlaws teil: Touren, Motorradkunststücke, Party, Suff und Sex. Für ein Päckchen Zigaretten verscherbelt Terry the Tramp die junge Betsy an Chuck. Nach einer Schlägerei, von den Pattersons selbst angezettelt, werden sie von den Hells Angels akzeptiert und haben mit ihrem Vorschlag Erfolg, in Richtung Las Vegas aufzubrechen. Die Rockergang kommt unter bei Tramps Tante, etwas außerhalb von Vegas. Nicht lange, und der Sheriff taucht dort auf. Er warnt die wilde Meute, in der Stadt Ärger zu machen – sie würden genau beobachtet.
Unterdessen mieten die beiden Brüder ein Zimmer im noblen Caesars Palace; der Portier will sie wegen ihres Rocker-Outfits zunächst abwimmeln, gibt aber nach, als die beiden drohen, sich über das Hotel zu beschweren. Betsy, nach einer Unterredung mit Wes zunehmend unzufrieden mit ihrer Lage als Anhängsel der Rocker, hat sich ebenfalls umgezogen und fein gemacht. Sie kommt per Anhalter in Vegas an, um die Pattersons zu suchen.
Vom Hotel-Zimmer aus rufen die Patterson-Brüder die Angels an und simulieren eine Schlägerei, um sie in die Stadt zu locken. Als smarte Anzugheinis verkleidet, gelingt es ihnen, die Casino-Kasse auszuräumen, während die Hells Angels am Hotel-Eingang von einem Kordon der bereits alarmierten Polizei aufgehalten werden. Wieder umverkleidet, gelangen die beiden unbemerkt zu den Rockern. Mit Polizeieskorte verlässt die ganze Truppe die Stadt. Noch in derselben Nacht sind die Angels, denen die Sache mit der angeforderten Hilfeleistung bereits etwas merkwürdig vorkommt, der Brüder jedoch überdrüssig und fordern sie auf, sofort zu verschwinden. Einzig Betsy hat den Coup der beiden mitbekommen. Beim Hotel, noch in Verkleidung, waren sie unverwandt an ihr vorbeigegangen. Sie konfrontiert die Brüder damit. So bleibt den Pattersons nichts anderes übrig, als Betsy mitzunehmen. Soweit läuft – fast – alles nach Plan. Die drei mieten Motocross-Maschinen, um durch die Wüste nach Los Angeles zu fahren.
Durch einen Fehler bei der Plandurchführung (Chuck gab einem Hotelboy eine Spielmarke, als Rocker wurden sie aber gar nicht im Casino gesehen) kommt die Polizei den beiden auf die Schliche. Der Sheriff berichtet auch den Hells Angels von dem Coup der beiden. Sonny Barger schickt die Polizei jedoch auf die falsche Fährte. Die Hells Angels beschließen, die drei zu verfolgen. Derweil geraten die beiden Brüder in Streit über die Beute, die Chuck komplett zurückgeben will. Wes dagegen will seinen Anteil behalten und schlägt Chuck nieder. Wes und Betsy lassen Chuck liegen und versuchen, auf eigene Faust durch die Wüste zu gelangen. Chuck bricht etwas später auf. Die Angels stellen den dreien jedoch eine Falle und hetzen zunächst Chuck in den Tod: er schafft den Sprung über einen Abgrund nicht und stürzt in den Tod. Tramp sabotiert die Motorräder von Wes und Betsy und schüttet ihr letztes Trinkwasser weg. Danach lassen die Angels die beiden in der Wüste zurück, während sie selbst mit dem erbeuteten Geld weiterziehen.

## Hintergrund
Die Dialoge der deutschen Synchronfassung wurden von Rainer Brandt verfasst und sind im sogenannten Schnodderdeutsch umgesetzt, dem typischen Stil, für den später vor allem die Bud-Spencer-und-Terence-Hill-Filme bekannt wurden: das heißt mit vielen flapsigen Sprüchen, die so im Original nicht vorhanden waren. Seine Kinopremiere in Deutschland hatte der Film am 27. September 1970. Der Film wurde in Deutschland später sowohl als Verleihvideo als auch als Laserdisc veröffentlicht. Eine DVD-Fassung erschien 2008 zusammen mit den Filmen Cycle Savages, Das Todesrennen der wilden Engel und Run, Angel, Run

## Synchronisation
Die deutsche Synchronbearbeitung entstand nach dem Dialogbuch von Rainer Brandt und unter der Dialogregie von Karlheinz Brunnemann in den Ateliers der Deutsche Synchron GmbH in Berlin.
| Rolle           | Schauspieler     | Synchronsprecher    |
| --------------- | ---------------- | ------------------- |
| Wes             | Jeremy Slate     | Rainer Brandt       |
| Chuck           | Tom Stern        | Arne Elsholtz       |
| Sonny           | Sonny Barger     | Alexander Welbat    |
| Apache          | Steve Sandor     | Joachim Kemmer      |
| Detective       | G. D. Spradlin   | Heinz Petruo        |
| Terry the Tramp | John Tracy       | Michael Chevalier   |
| Tiny            | Tiny Walters     | Christian Brueckner |
| Skip            | Clifford Workman | Manfred Grote       |
| Betsy           | Conny Van Dyke   | Ursula Hedwig       |

## Kritik
Aus der Masse der nach dem Erfolg von Easy Rider gedrehten Filme sticht Hell’s Angels ’70 vor allem durch den authentischen Cast mit den echten Rockern der Hells Angels hervor. Auch die deutsche Synchronisation gilt vielen Kritikern als Pluspunkt. Insgesamt wird der Film jedoch eher negativ bewertet. So bezeichnete Roger Greenspun, Kritiker der New York Times, den Film im Entstehungsjahr als „Verschwendung von Zeit und Ressourcen, der sowohl unästhetisch als auch unmoralisch“ sei.

„„Hell’s Angels 69“ bietet eine durchgängig gute Unterhaltung und mit dem echten Angel’s-Boss Sonny Barger und seiner Oakland-Truppe einen authentischen Nebencast.“

„Die allergrößte Freude beschert jedoch die deutsche Synchro von Kodderpaps Rainer Brandt, der das im Original eher pragmatische Skript lustvoll und ohne Rücksicht auf Lippenbewegungen mit 1001 Jahrhundertkalauern zupflastert“

„Trotz gewisser Parallelen zu ‚Easy Rider‘ ein in der Thematik ganz anders gelagerter Film, der seine negativen Helden am Ende mit gefährlicher Tragik umgibt und auch Terror recht distanzlos darbietet. Bedenken noch ab 18.“